# José Ignacio Franco Zumeta
José Ignacio Franco Zumeta, conegut com a Nacho Franco, (Pina de Ebro, 1 d'agost de 1981) és un exfutbolista professional aragonés, que jugava com a davanter.

## Trajectòria esportiva
Es va formar a les categories inferiors del Reial Saragossa, passant pràcticament tota la seua carrer en equips de Segona B i Tercera: SD Huesca, UD Lanzarote, UE Lleida, etc.
En la seua etapa amb el Celta de Vigo va alternar el filial amb el primer equip. Amb els gallecs va debutar a Segona i a primera divisió, tot i ser una aportació gairebé testimonial.